# 卡魯馬斯區
16°48′33″S 70°41′41″W / 16.8093°S 70.6948°W
卡魯馬斯區（西班牙語：Distrito de Carumas），是秘魯的一個區，位於該國南部莫克瓜大區的涅托元帥省，面積2,256.3平方公里，海拔高度2,985米，2005年人口3,877，人口密度每平方公里1.7人。